# 达布积分
在实分析或数学分析中，达布积分（[Darboux integral] 错误：{{Lang-xx}}：參數 |links= 和 |link= 衝突（帮助））是一种定义一个函数的积分的方法，它是通过达布和构造的。达布积分和黎曼积分是等价的，也就是说，一个实值函数是达布可积的当且仅当它是黎曼可积的，并且积分的值相等。达布积分的定义比黎曼积分简单，并且更具操作性。达布积分的名字来自于数学家让·加斯东·达布。

## 区间的分割
一个闭区间{\displaystyle [a,b]}的一个分割是指在此区间中取一个有限的点列{\displaystyle a=x_{0}<x_{1}<x_{2}<\ldots <x_{n}=b}。每个闭区间{\displaystyle [x_{i},x_{i+1}]}叫做一个子区间。定义{\displaystyle \lambda } 为这些子区间长度的最大值：{\displaystyle \lambda =\max(x_{i+1}-x_{i})}，其中{\displaystyle 0\leq i\leq n-1}。
再定义取样分割。一个闭区间{\displaystyle [a,b]}的一个取样分割是指在进行分割{\displaystyle a=x_{0}<x_{1}<x_{2}<\ldots <x_{n}=b}后，于每一个子区间中{\displaystyle [x_{i},x_{i+1}]}取出一点 {\displaystyle x_{i}\leq t_{i}\leq x_{i+1}}。{\displaystyle \lambda }的定义同上。
精细化分割：设{\displaystyle x_{0},\ldots ,x_{n}}以及{\displaystyle t_{0},\ldots ,t_{n-1}}构成了闭区间{\displaystyle [a,b]}的一个取样分割，{\displaystyle y_{0},\ldots ,y_{m}}和{\displaystyle s_{0},\ldots ,s_{m-1}}是另一个分割。如果对于任意{\displaystyle 0\leq i\leq n}，都存在{\displaystyle r(i)}使得{\displaystyle x_{i}=y_{r(i)}}，并存在{\displaystyle r(i)\leq j\leq r(i+1)}使得{\displaystyle t_{i}=s_{j}}，那么就把分割：{\displaystyle y_{0},\ldots ,y_{m}}、{\displaystyle s_{0},\ldots ,s_{m-1}}称作分割{\displaystyle x_{0},\ldots ,x_{n}}、{\displaystyle t_{0},\ldots ,t_{n-1}}的一个精细化分割。简单来说，就是说后一个分割是在前一个分割的基础上添加一些分点和标记。
于是我们可以在此区间的所有取样分割中定义一个偏序关系，称作“精细”。如果一个分割是另外一个分割的精细化分割，就说前者比后者更“精细”。

## 达布和

下（绿色）和上（淡紫色）达布和

设{\displaystyle f:[a,b]\rightarrow \mathbb {R} } 为一个有界函数，又设
{\displaystyle P:x_{0},\ldots ,x_{n}}
是闭区间{\displaystyle [a,b]}的一个分割。令:
{\displaystyle M_{i}=\sup _{x\in [x_{i-1},x_{i}]}f(x)}
{\displaystyle m_{i}=\inf _{x\in [x_{i-1},x_{i}]}f(x)}
{\displaystyle f}在分割{\displaystyle P}下的上达布和定义为：
{\displaystyle U_{f,P}=\sum _{i=1}^{n}M_{i}(x_{i}-x_{i-1})}
同样的有下达布和的定义：
{\displaystyle L_{f,P}=\sum _{i=1}^{n}m_{i}(x_{i}-x_{i-1})}
{\displaystyle f}的上达布积分指的是所有上达布和的下确界： 
{\displaystyle U_{f}=\inf\{U_{f,P}:P}是闭区间{\displaystyle [a,b]}的一个分割{\displaystyle \;\}}
同样的{\displaystyle f}的下达布积分指的是所有下达布和的上确界： 
{\displaystyle L_{f}=\sup\{L_{f,P}:P}是闭区间{\displaystyle [a,b]}的一个分割{\displaystyle \;\}}
如果{\displaystyle U_{f}=L_{f}}那么{\displaystyle f}就称作达布可积的，并用{\displaystyle \int _{a}^{b}{f(t)\,dt}}表示，记作{\displaystyle f}在区间{\displaystyle [a,b]}的达布积分。

## 性质
- 对于任何给定的分割，上达布和永远大于等于下达布和。此外，下达布和被限制在以{\displaystyle b-a}为宽，以{\displaystyle \mathrm {inf} (f)}为高的矩形下，占据{\displaystyle [a,b]}。同样，上达布和被限制在以{\displaystyle b-a}为宽，以{\displaystyle \mathrm {sup} (f)}为高的矩形上。

{\displaystyle (b-a)\inf _{x\in [a,b]}f(x)\leq L_{f,P}\leq U_{f,P}\leq (b-a)\sup _{x\in [a,b]}f(x)}
- 下达布和和上达布和满足

{\displaystyle {\underline {\int _{a}^{b}}}f(x)\,dx\leq {\overline {\int _{a}^{b}}}f(x)\,dx}
- 对处于{\displaystyle (a,b)}的任意{\displaystyle c}

{\displaystyle {\begin{aligned}{\underline {\int _{a}^{b}}}f(x)\,dx&={\underline {\int _{a}^{c}}}f(x)\,dx+{\underline {\int _{c}^{b}}}f(x)\,dx\\{\overline {\int _{a}^{b}}}f(x)\,dx&={\overline {\int _{a}^{c}}}f(x)\,dx+{\overline {\int _{c}^{b}}}f(x)\,dx\end{aligned}}}
- 下达布积分和上达布积分不必要是线性的。令{\displaystyle g:[a,b]\rightarrow R}是一个有界函数，则上达布积分和下达布积分满足下面的不等关系。

{\displaystyle {\begin{aligned}{\underline {\int _{a}^{b}}}f(x)\,dx+{\underline {\int _{a}^{b}}}g(x)\,dx&\leq {\underline {\int _{a}^{b}}}f(x)+g(x)\,dx\\{\overline {\int _{a}^{b}}}f(x)\,dx+{\overline {\int _{a}^{b}}}g(x)\,dx&\geq {\overline {\int _{a}^{b}}}f(x)+g(x)\,dx\end{aligned}}}
- 对于一个常数{\displaystyle c\geq 0}我们有

{\displaystyle {\begin{aligned}{\underline {\int _{a}^{b}}}cf(x)&=c{\underline {\int _{a}^{b}}}f(x)\\{\overline {\int _{a}^{b}}}cf(x)&=c{\overline {\int _{a}^{b}}}f(x)\end{aligned}}}
- 对于一个常数{\displaystyle c\leq 0}我们有

{\displaystyle {\begin{aligned}{\underline {\int _{a}^{b}}}cf(x)&=c{\overline {\int _{a}^{b}}}f(x)\\{\overline {\int _{a}^{b}}}cf(x)&=c{\underline {\int _{a}^{b}}}f(x)\end{aligned}}}
- 考虑函数{\displaystyle F:[a,b]\rightarrow R}定义为

{\displaystyle F(x)={\underline {\int _{a}^{x}}}f(x)\,dx}
那么{\displaystyle F}是利普希茨连续的。当{\displaystyle F}是用达布积分定义的，一个相似的结论也成立。

## 例子

### 一个达布可积函数
假设我们想证明函数{\displaystyle f(x)=x}在区间{\displaystyle [0,1]}上是达布可积的，并且确定它的值。我们需要把区间{\displaystyle [0,1]}分割为{\displaystyle n}个等大的子区间，每个区间长度为{\displaystyle {\frac {1}{n}}}。我们取{\displaystyle n}个等大的子区间中一个作为{\displaystyle P_{n}}。
现在因为{\displaystyle f(x)=x}在{\displaystyle [0,1]}上严格单增，在任意一个特定子区间上的下确界即它的起点。同样，在任意一个特定子区间上的上确界即它的终点。在{\displaystyle P_{n}}中第{\displaystyle k}个子区间的起点是{\displaystyle {\frac {k-1}{n}}}，终点是{\displaystyle {\frac {k}{n}}}。那么在一个分割{\displaystyle P_{n}}上的下达布和就是
{\displaystyle {\begin{aligned}L_{f,P_{n}}&=\sum _{k=1}^{n}f(x_{k-1})(x_{k}-x_{k-1})\\&=\sum _{k=1}^{n}{\frac {k-1}{n}}\cdot {\frac {1}{n}}\\&={\frac {1}{n^{2}}}\sum _{k=1}^{n}[k-1]\\&={\frac {1}{n^{2}}}\left[{\frac {(n-1)n}{2}}\right]\end{aligned}}}
类似地，上达布和为
{\displaystyle {\begin{aligned}U_{f,P_{n}}&=\sum _{k=1}^{n}f(x_{k})(x_{k}-x_{k-1})\\&=\sum _{k=1}^{n}{\frac {k}{n}}\cdot {\frac {1}{n}}\\&={\frac {1}{n^{2}}}\sum _{k=1}^{n}k\\&={\frac {1}{n^{2}}}\left[{\frac {(n+1)n}{2}}\right]\end{aligned}}}
由于
{\displaystyle {\begin{aligned}U_{f,P_{n}}-L_{f,P_{n}}&={\frac {1}{n}}\end{aligned}}}
则对于任意{\displaystyle \varepsilon >0}，我们得到对于{\displaystyle n>{\frac {1}{\varepsilon }}}的任何分割{\displaystyle P_{n}}都满足
{\displaystyle {\begin{aligned}U_{f,P_{n}}-L_{f,P_{n}}&<\epsilon \end{aligned}}}
得证{\displaystyle f}是达布可积的。要找到这个积分的值需要注意到
{\displaystyle {\begin{aligned}\int _{0}^{1}f(x)\,dx&=\lim _{n\to \infty }U_{f,P_{n}}=\lim _{n\to \infty }L_{f,P_{n}}={\frac {1}{2}}\end{aligned}}}

### 一个不可积函数
如果我们有函数{\displaystyle f:[0,1]\rightarrow R}定义为
{\displaystyle {\begin{aligned}f(x)&={\begin{cases}0,x\in \mathbb {Q} \\1,x\in \mathbb {R} -\mathbb {Q} \end{cases}}\end{aligned}}}
由于有理数和无理数都是R的稠密子集，因而断定{\displaystyle f}在任何分割的任何子区间只能取0或1。所以对于任意分割{\displaystyle P}我们有
{\displaystyle {\begin{aligned}L_{f,P}&=\sum _{k=1}^{n}(x_{k}-x_{k-1})\inf _{x\in [x_{k-1},x_{k}]}f=0\\U_{f,P}&=\sum _{k=1}^{n}(x_{k}-x_{k-1})\sup _{x\in [x_{k-1},x_{k}]}f=1\end{aligned}}}
从中我们可以看出上下达布和不等。

## 与黎曼积分的关系

对于更精细的分割，上达布和减小3公分，下达布和变大3公分

如果分割{\displaystyle P':y_{0},\ldots ,y_{m}}比分割{\displaystyle P:x_{0},\ldots ,x_{n}}“精细”，那么有{\displaystyle U_{f,P}\geq U_{f,P'}} 以及 {\displaystyle L_{f,P}\leq L_{f,P'}}。这是因为{\displaystyle P'}实际上是将{\displaystyle P}中的若干个子区间再做分割，而分割后的子区间上{\displaystyle f}的上（下）确界必然比原来区间的上（下）确界小（大）。（见图）
如果{\displaystyle P_{1},P_{2}}是同一个区间的两个分割（不一定要一个比另一个“精细”），那么 
{\displaystyle L_{f,P_{1}}\leq U_{f,P_{2}}}.
所以， 
{\displaystyle L_{f}\leq U_{f}}
显然，一个分割的黎曼和一定介于对应的上达布和与下达布和之间。正规的说，如果
{\displaystyle P=(x_{0},\ldots ,x_{n})\,\!}
并且
{\displaystyle T=(t_{1},\ldots ,t_{n})\,\!}
共同构成区间上的一个取样分割
{\displaystyle x_{0}\leq t_{1}\leq x_{1}\leq \cdots \leq x_{n-1}\leq t_{n}\leq x_{n}\,\!}
(正如黎曼积分的定义中那样)，对应{\displaystyle P}和{\displaystyle T}的黎曼和为
{\displaystyle R}，就有
{\displaystyle L_{f,P}\leq R\leq U_{f,P}.\,\!}
由上可以看出，黎曼积分的第二个定义与达布积分的定义等价（见黎曼积分）。如果一个函数{\displaystyle f}在区间{\displaystyle [a,b]}的达布积分存在，那么一个对于足够精细的分割，上达布和与下达布和之间的差将能够无限趋近于0（都趋近于共同的极限），因此比其更为精细的分割，黎曼和将介于上达布和与下达布和之间，于是趋于一个极限。同时，注意到对于一个分割，我们可以适当取样使得取样的函数值趋于上（下）确界（由确界的定义）。这表明如果黎曼和趋于一个定值，则上下达布和之间的差将趋于0，也就是说达布积分存在。